# Památník osvobození (Sudice)
Památník osvobození v Sudicích, nazývaný také Tank - památník osvobození 1945 nebo Památník osvobození sovětskou armádou, se nachází poblíž česko-polské státní hranice u silnice I/46 východně od obce Sudice v okrese Opava v pohoří Opavská pahorkatina v Moravskoslezském kraji.

## Popis památníku a historické události
Památník připomíná historickou událost 2. světové války, kdy dne 15. dubna 1945 v 10:30 hodin nedaleko odtud překročila hranici Československa 1. československá samostatná tanková brigáda patřící do 1. československého armádního sboru v Sovětském svazu, která byla součástí 38. armády Sovětského svazu. Generálplukovník R. S. Moskalenko byl velitelem 38. armády a major Vladimír Janko byl velitelem 1. československé samostatné tankové brigády.
Památník vznikl v roce 1960. Na betonovém podstavci v upraveném místě je šikmo postaven sovětský tank T-34-85. Historické události jsou uvedeny na kamenných deskách. Pietní místo je doplněno informační tabulí a u tanku je také turistický přístřešek.
Zajímavostí je, že vystavovaný tank se vůbec nezúčastnil bojů druhé světové války a stal se součástí památníku osvobození až v roce 1980.

## Další informace
Poblíž, přibližně jižním směrem se také nachází kamenný Pomník Československých tankistů připomínající stejnou historickou událost. Místo je celoročně volně přístupné.

## Galerie

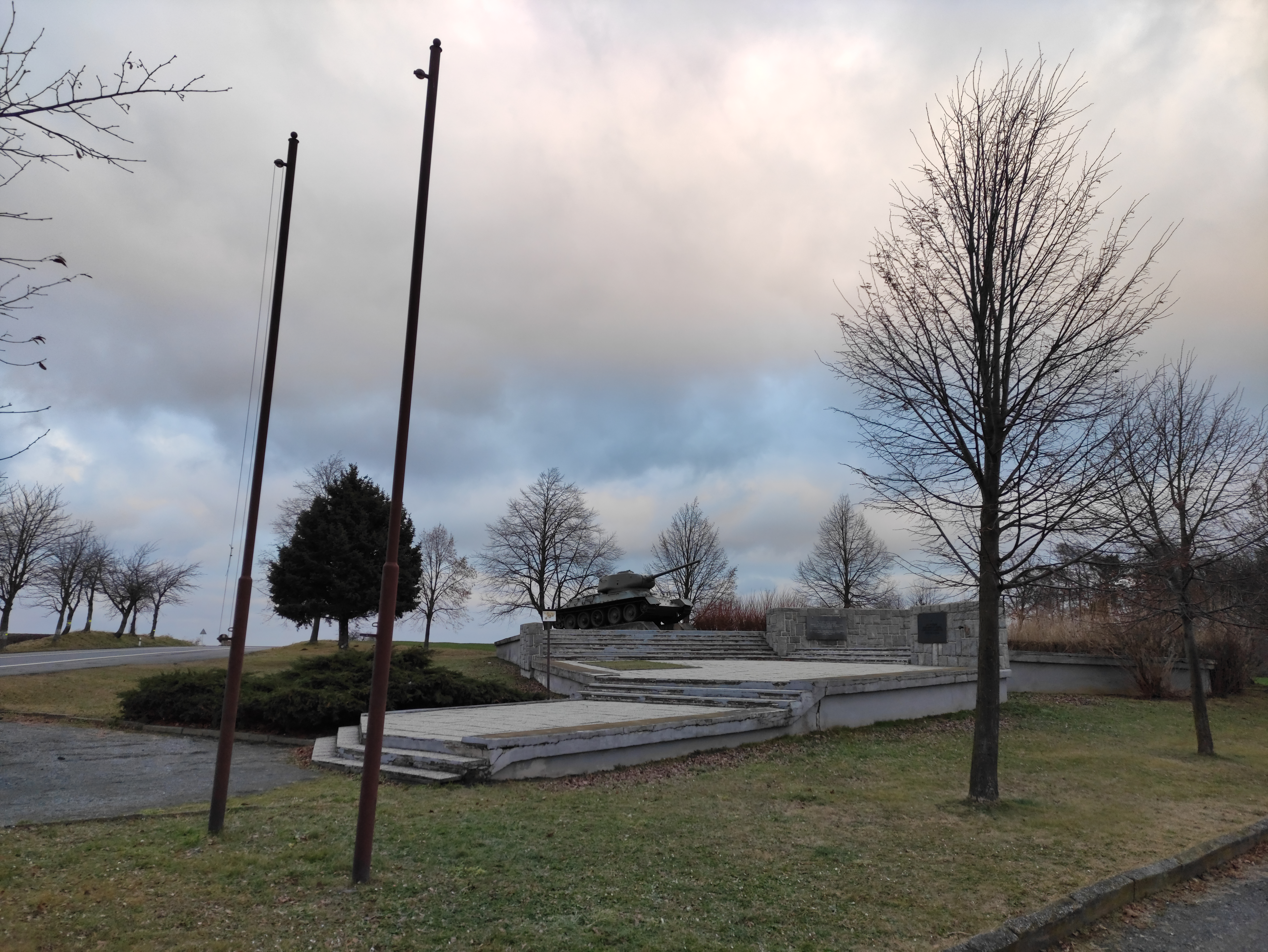
Umístění pomníku v krajině
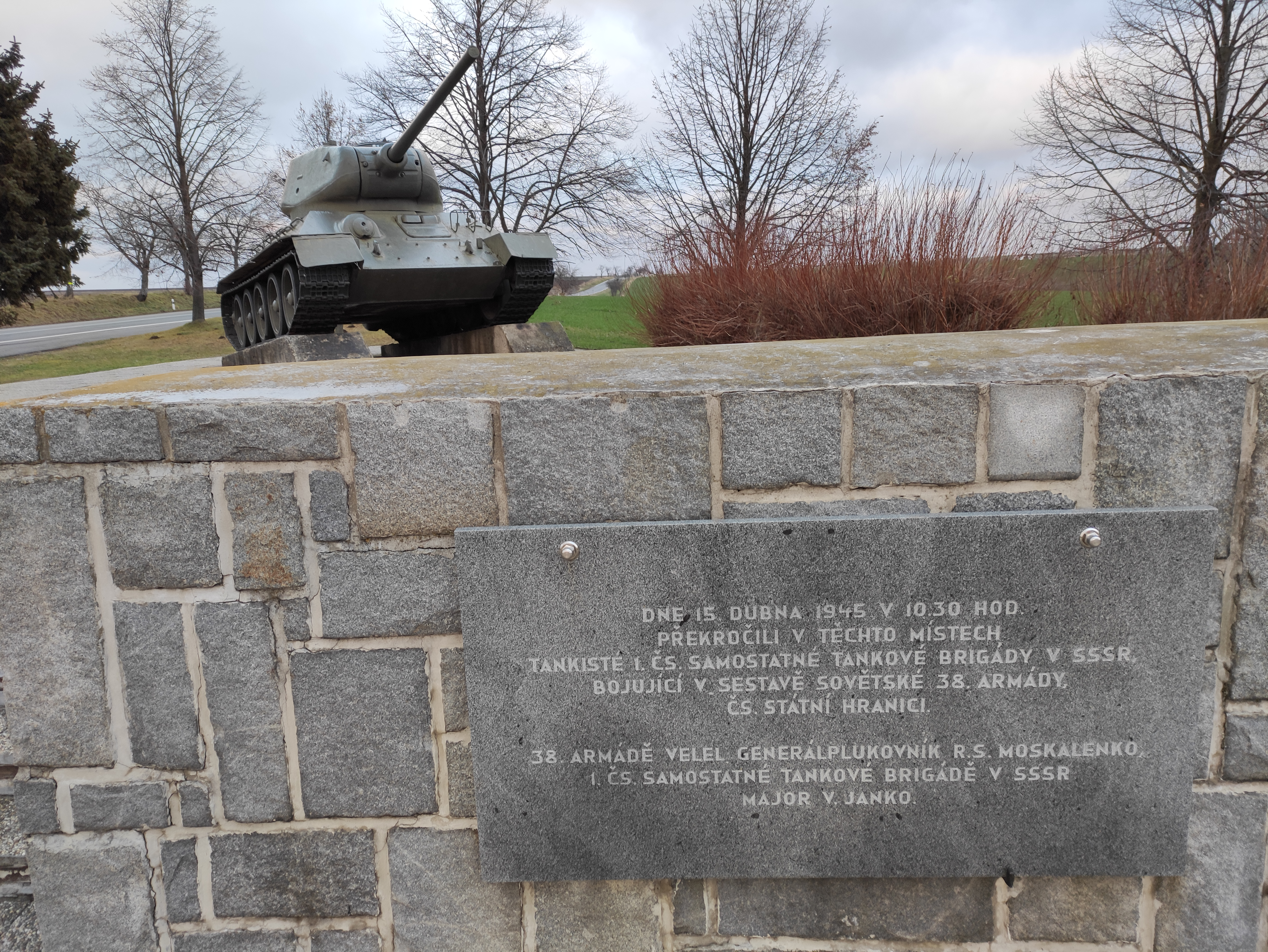
Umístění tanku na pomníku
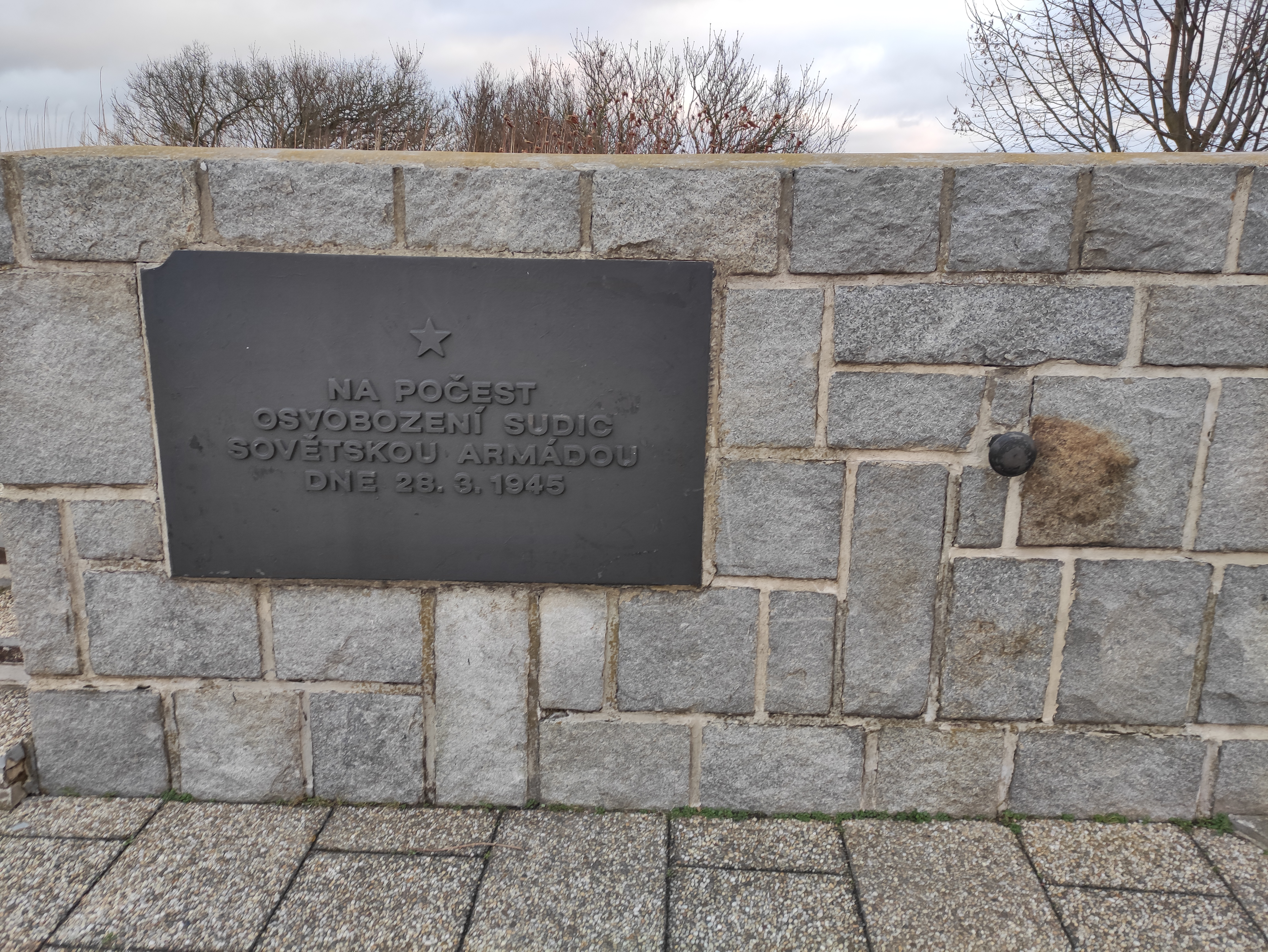
Pamětní deska na pomníku
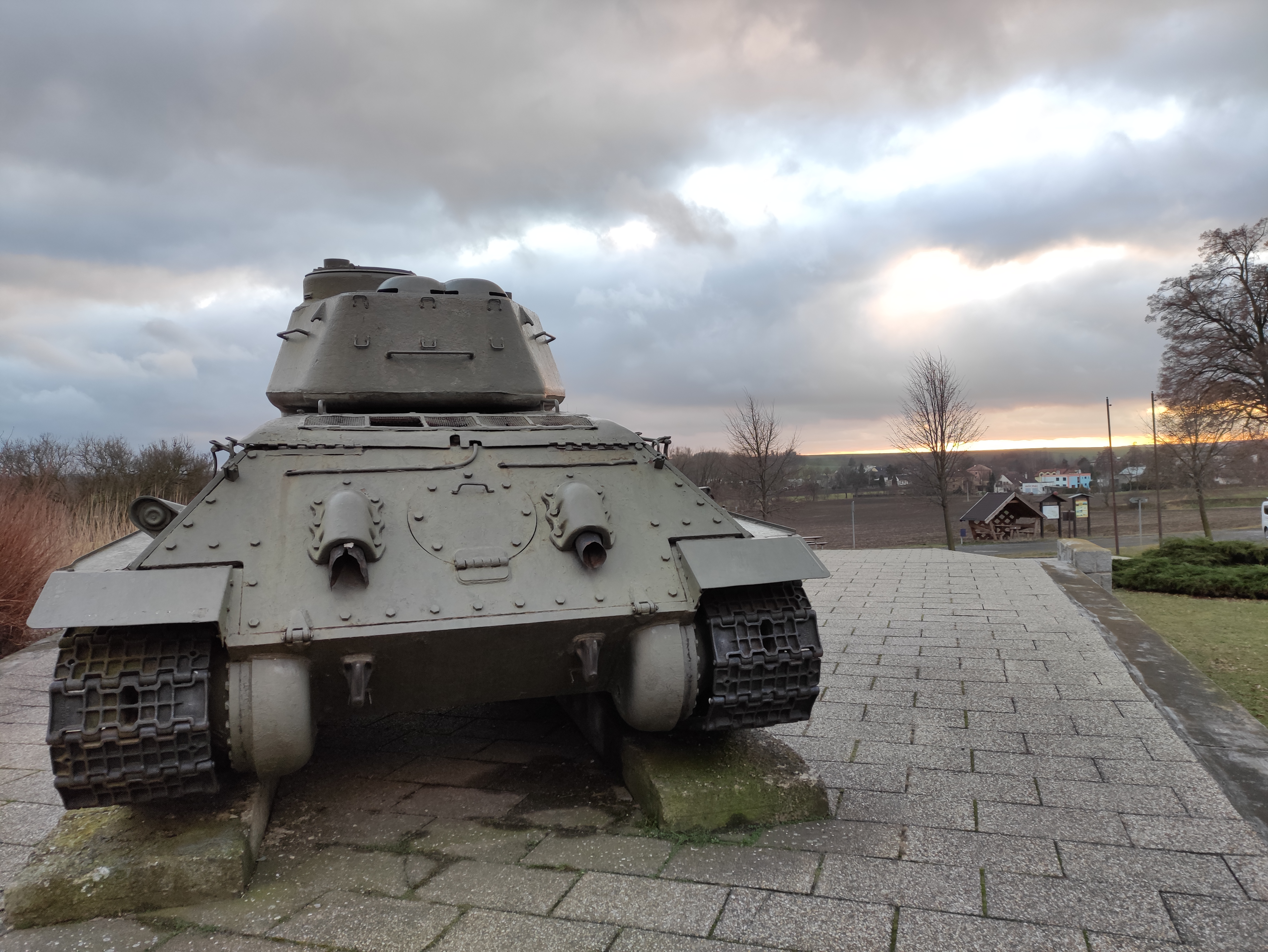
Umístění tanku na pomníku
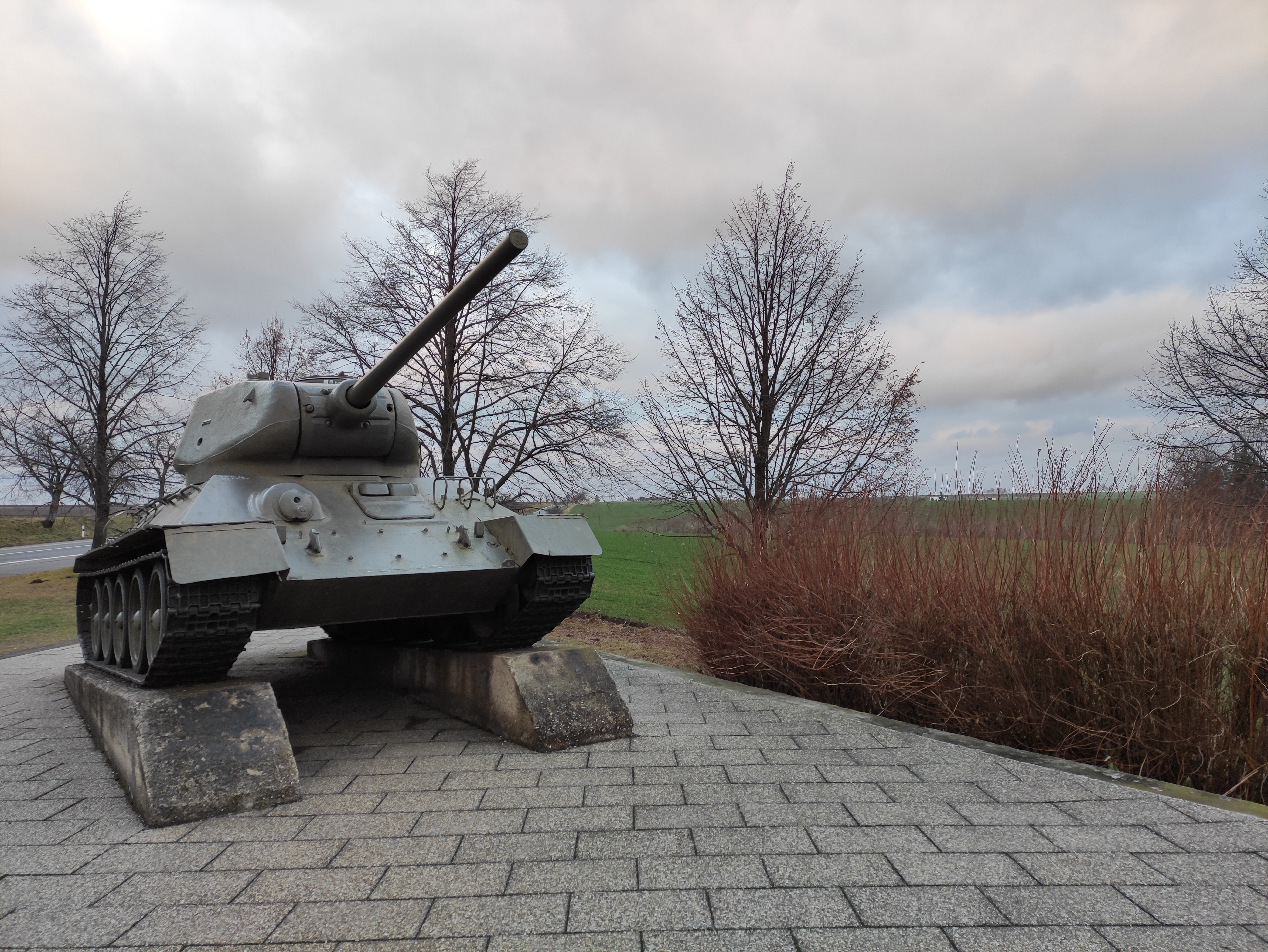
Umístění tanku na pomníku
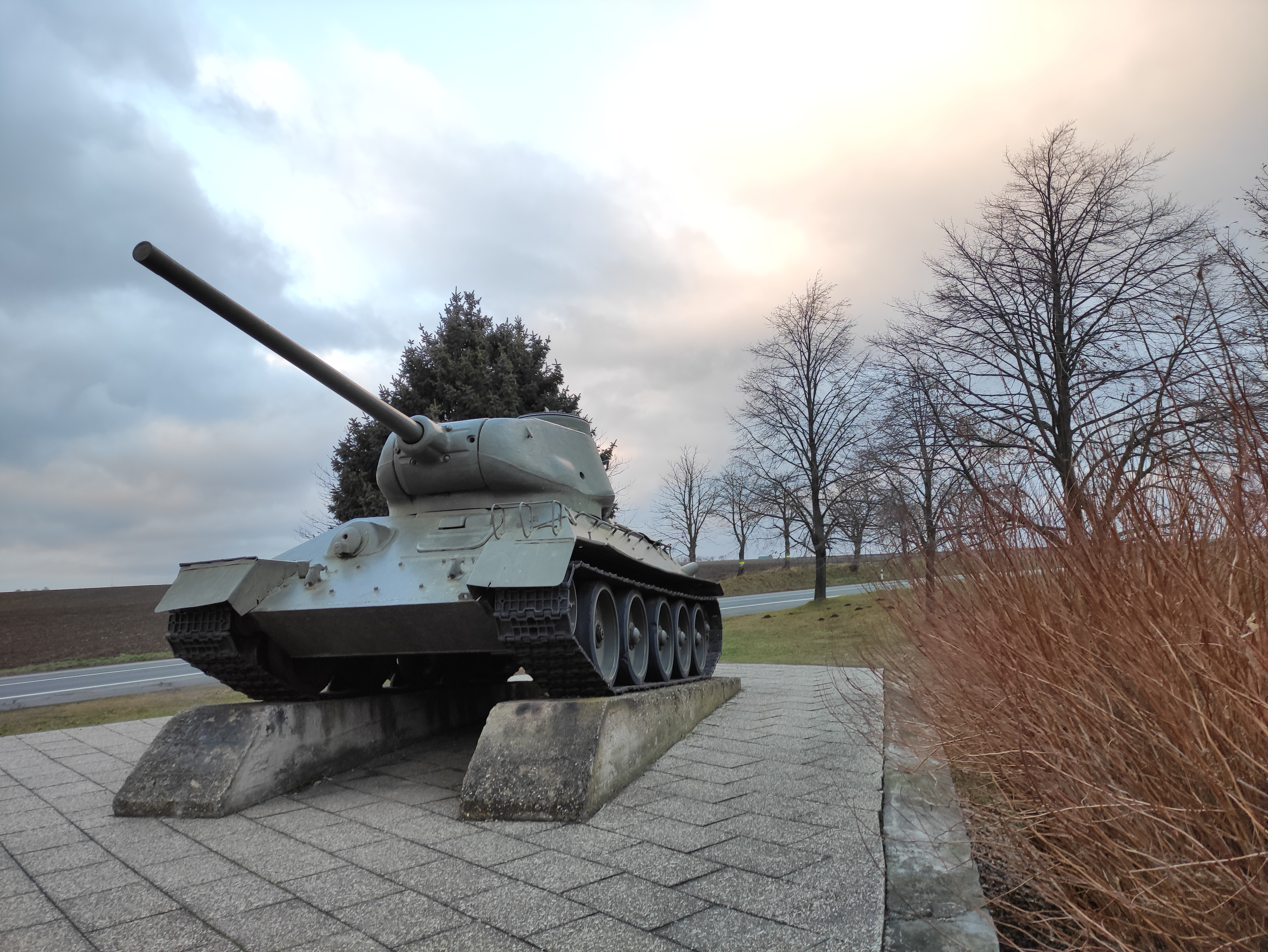
Umístění tanku na pomníku